# Mạnh Trinh
Mạnh Trinh (tên đầy đủ: Đinh Mạnh Trinh, 1957-2015) là một nhạc sĩ kiêm nghệ sĩ hòa âm người Việt Nam. Thập niên 1990, ông hòa âm cho hầu hết các chương trình nhạc của các đài phát thanh - truyền hình các tỉnh cũng như các công ty băng đĩa lớn, tham gia âm nhạc và góp vào thành công của cuộc thi Tiếng hát Truyền hình Thành phố Hồ Chí Minh. Ông sáng tác cả nhạc thính phòng và ca khúc phổ thông.

## Tiểu sử
Mạnh Trinh sinh năm 1957 tại Sài Gòn. Từ nhỏ ông đã yêu thích đàn guitar nên từ năm 12 tuổi đã theo học với một số bậc đàn anh trong các ban nhạc ở Sài Gòn. Ngoài giờ học văn hóa, ông theo học nhạc tại Trường Quốc gia Âm nhạc và Kịch nghệ. Năm 1982, ông vào đoàn ca nhạc của Đài Truyền hình Thành phố Hồ Chí Minh (HTV), đóng vai trò guitar lead.
Năm 1990, ông học hệ đại học chuyên ngành sáng tác Nhạc viện Thành phố Hồ Chí Minh. Thập niên 1990, ông làm nghệ sĩ hòa âm cho hầu hết các chương trình của các đài phát thanh - truyền hình các tỉnh cũng như các công ty sản xuất băng, đĩa nhạc như Hãng phim Phương Nam, Hãng phim Trẻ, Kim Lợi Studio, Trung tâm băng nhạc Rạng Đông, Viết Tân, đồng thời tham gia viết nhạc phim. Ông cũng góp phần đáng kể vào thành công của cuộc thi Tiếng hát Truyền hình Thành phố Hồ Chí Minh từ lần thứ nhất đến lần thứ 15 (2005). Ông gắn bó học vấn lâu dài với Nhạc viện; sau khi tốt nghiệp loại ưu các năm 2002 và 2006 (thạc sĩ), ông cho ra đời nhiều ca khúc và tác phẩm nhạc thính phòng, thành công với tổ khúc giao hưởng Sài Gòn đất lành chim đậu nổi tiếng một thời. Tác phẩm tốt nghiệp cao học này có nội dung về quá trình khai khẩn Sài Gòn - Gia Định nói riêng và miền Nam Việt Nam nói chung, được nhà nghiên cứu âm nhạc Ca Lê Thuần đánh giá ấn tượng, kết hợp tinh hoa cổ điển phương Tây và chất âm nhạc tài tử Nam Bộ khá nhuần nhuyễn.
Vào hồi 1 giờ 30 phút ngày 8 tháng 10 năm 2015, ông qua đời vì bệnh ung thư phổi, hưởng dương 58 tuổi. Hỏa táng tại nghĩa trang Bình Hưng Hòa, quận Bình Tân, Thành phố Hồ Chí Minh.

## Danh sách tác phẩm
Danh sách này không đầy đủ, bạn cũng có thể giúp mở rộng danh sách.

### Nhạc thính phòng
- Tổ khúc Sài Gòn đất lành chim đậu
- Tứ tấu dây Tiếng vọng Cửu Long
- Rhapsodie cho guitar phím lõm

### Ca khúc
- Phố quen
- Ngày nắng mới
- Đêm thành phố bình yên
- Trở về phố cũ

## Giải thưởng
- Giải A Cuộc vận động sáng tác ca khúc Sài Gòn tình ca (HTV): ca khúc "Phố quen" (2003), ca khúc "Trở về phố cũ".[3]